# Minha Gratidão
Minha Gratidão é um álbum de estreia da cantora Raquel Mello lançado em 1999 pela MK Music.
O álbum trouxe um estilo musical bem eclético com música inéditas e regravações de hinos tradicionais como “Tu és Fiel” e “Doce Paz”. Produzido por Mito (Novo Som), o álbum também conta com participações de Marlon Saint em "Doce Paz" e Jussara de Oliveira em "Escuta-Me". Ludmila Ferber participou nas composições de "Recomeço" e "Presença do Rei", Mito participou como compositor em "Saída", Dilene Pinto em "Meu Par" e Raquel Mello compôs as restantes do álbum, exceto as tradicionais. Também foram gravados videoclipes para "Minha Gratidão", "Recomeço" e "Nasce em Mim". A cantora também cantou "Minha Gratidão" no Canta Rio 99 (porém foi retirado do DVD) e "Recomeço" ao vivo no evento "Canta Brasil 500".

## Faixas
1. Existe um Deus (Raquel Mello) - 4:08
2. Minha Gratidão (Raquel Mello) - 4:56
3. Recomeço (Raquel Mello e Ludmila Ferber) - 4:21
4. Saída (Raquel Mello e Mito) - 4:55
5. Nasce em Mim (Raquel Mello) - 4:41
6. Escuta-me (part. Jussara de Oliveira) (Raquel Mello e Jussara de Oliveira) - 4:51
7. Tu És Fiel (Thomas Obadiah Chisholm) - 5:47
8. Quatro Paredes (Raquel Mello) - 3:37
9. Dia Mal (Raquel Mello e Paulo Richard) - 4:45
10. Doce Paz (part. Marlon Saint) (Domínio Público) - 6:33
11. Meu Par (Dilene Pinto) - 3:11
12. Presença do Rei (Ludmila Ferber e Raquel Mello) - 3:09

## Clipes
- Minha Gratidão
- Recomeço
- Nasce em Mim